# Grumman F4F
Die Grumman F4F Wildcat war ein trägergestütztes Jagdflugzeug der United States Navy. Sie war zu Beginn des Zweiten Weltkriegs das Standardjagdflugzeug auf den Flugzeugträgern der US-Marine und trug bis in die erste Hälfte des Jahres 1943 die Hauptlast der Kämpfe auf dem pazifischen Schauplatz. Unter der Bezeichnung Martlet verwendete auch die britische Fleet Air Arm den Typ auf Flugzeugträgern der Royal Navy. Die Wildcat, die bis 1945 im Einsatz war, gilt als Ursprung der berühmten „Katzen-Familie“ von Grumman Aerospace Corporation (Grumman-Werke), deren Tradition, Flugzeugmodelle nach Katzenarten zu benennen, sich bis zur F-14 Tomcat fortsetzte.

## Geschichte

### Entstehung

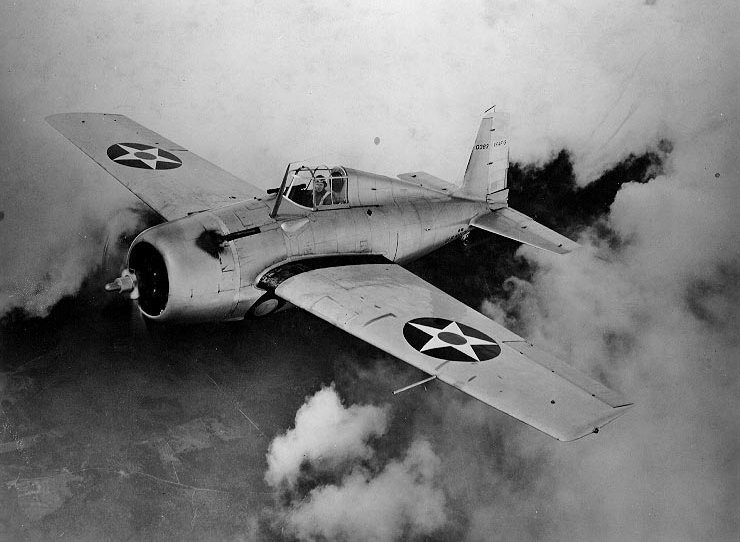
Prototyp XF4F-3, 1939

Im Herbst 1935 begann das Bureau of Aeronautics der US-Marine mit der Suche nach einem leistungsstarken Nachfolger für die veralteten Doppeldeckerjäger der US Navy, da die Entwicklung Mitte der 1930er-Jahre von schnellen Kampfflugzeugen in Eindeckerausführungen geprägt war. Die Grumman-Werke reichten zunächst trotzdem mit dem Modell G-16 (Marinebezeichnung XF4F-1) einen auf ihrem älteren Modell basierenden Entwurf eines einsitzigen Jagddoppeldeckers mit stärkerem Wright-Cyclone-Sternmotor ein. Der Entwurf trat gegen die XF2A-1 der Brewster Aeronautical Corporation und die XFN-1 der Seversky Aircraft Corporation, beides Eindeckerentwürfe, an. Während der ersten Monate des Jahres 1936 erkannten die Ingenieure der Grumman-Werke, dass mit diesem Modell die gewünschten Leistungen der US-Marine nicht zu erreichen waren. Leroy Grumman bat deshalb die Marine um die Erlaubnis, den Entwurf abändern und einen Eindecker anbieten zu dürfen. Der Bauauftrag für den Prototyp des neuen Entwurfs (Marinebezeichnung XF4F-2) erfolgte am 28. Juli 1936 unter der Auftragsnummer 46973.
Die Ausarbeitung der Konstruktion sowie der Bau eines Mock-ups und eines Prototyps dauerten bis zum August 1937, als die Grumman-Werke die fertige XF4F-2 präsentierten. Am 2. September erfolgte der Jungfernflug des Prototyps, der in den folgenden drei Monaten ausführlich auf dem Werksgelände in Bethpage erprobt wurde. Während dieser Erprobung zeigten sich erste Probleme mit dem Pratt & Whitney R-1830-Motor, der zu Überhitzung und Brüchen der Kurbelwellenlager neigte. Am 23. Dezember wurde der Prototyp zur Naval Air Station Anacostia gebracht, wo die Flugerprobung durch die Marine fortgesetzt wurde. Am 14. Februar 1938 kam die Maschine noch einmal zu Grumman ins Werk, wo letzte Verbesserungen vorgenommen wurden. Am 1. März fand dann schließlich einer der ersten Vergleichsflüge gegen die konkurrierenden Modelle statt. Bei einem Testflug am 11. April fiel der Motor aus, so dass der Pilot die Maschine ohne Antrieb auf einem Feld bei Philadelphia notlanden musste. Der Prototyp, der sich bei der Landung auf dem weichen Acker überschlug und schwer beschädigt wurde, musste ins Herstellerwerk zurückgebracht werden. Aufgrund der Unzuverlässigkeit des Triebwerks entschied sich die Marineführung für die Brewster F2A-1 und erteilte den Auftrag zum Bau von 54 Maschinen.

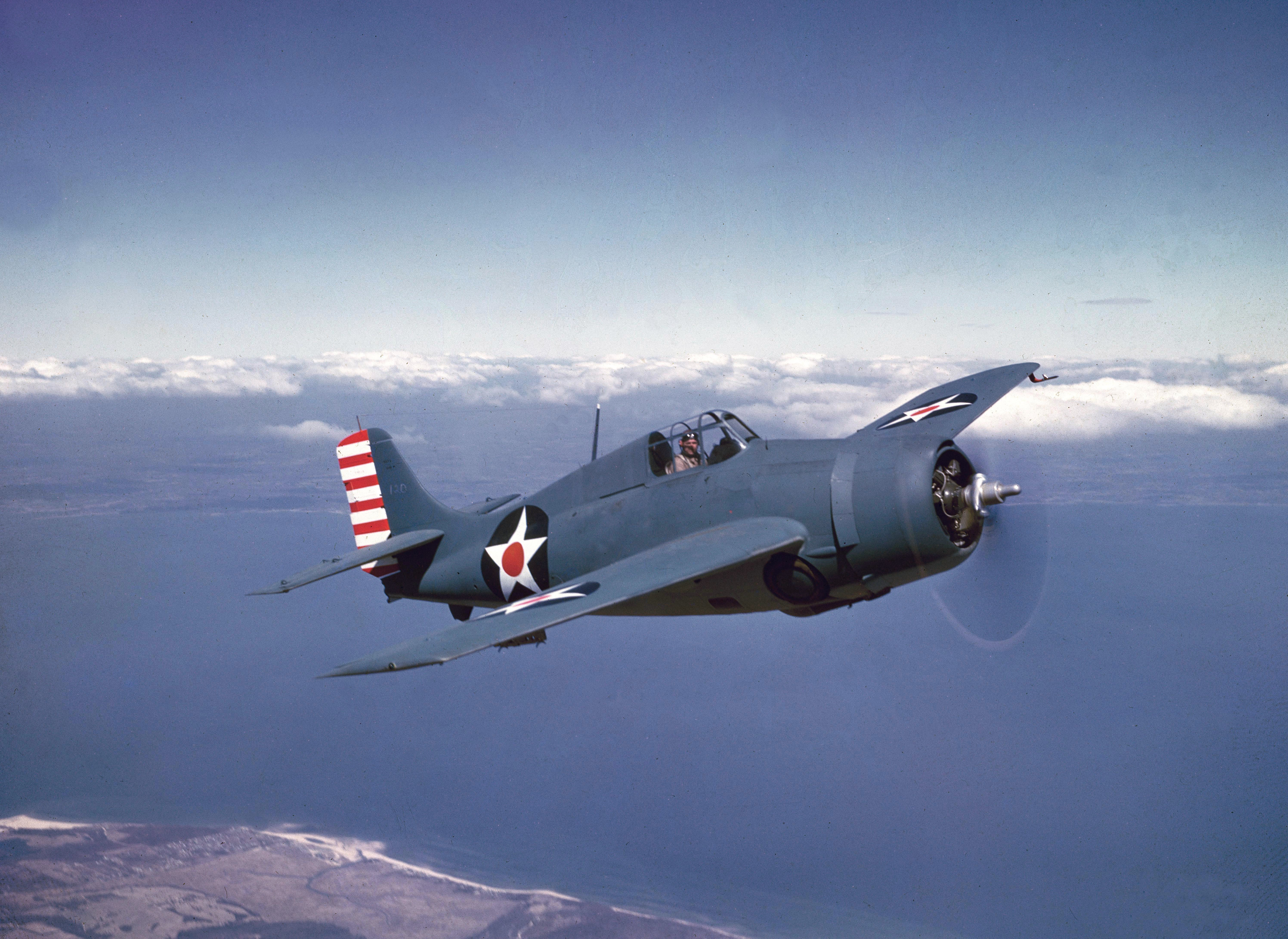
Grumman F4F-3, Anfang 1942

Die Grumman-Werke setzten trotz der Entscheidung des BurAer die Weiterentwicklung der F4F fort – ein anderer Motor mit verbessertem Ladergebläse sowie eine verbesserte Kühlung sollten die Probleme des ersten Prototyps beheben. Das Interesse der US-Marine an diesem neuen Modell wurde geweckt, man entschied sich, auch als Rückversicherung für Probleme beim Brewster-Modell, für die Bestellung einer XF4F-3 im Oktober 1938. Das Modell, das vom Vorgänger Teile der Zellenstruktur, aber größere Tragflächen sowie einen Dreiblattpropeller erhielt, hatte seinen Erstflug am 12. Februar 1939. In den folgenden Monaten wurde der Prototyp eingehend vom Hersteller sowie der Navy erprobt, er übertraf die Brewster F2A in allen Werten. Nach einigen kleinen Modifikationen erhielten die Grumman-Werke im August 1939 den Auftrag zum Bau von 54 Serienmaschinen des Typs F4F-3.

### Einführung

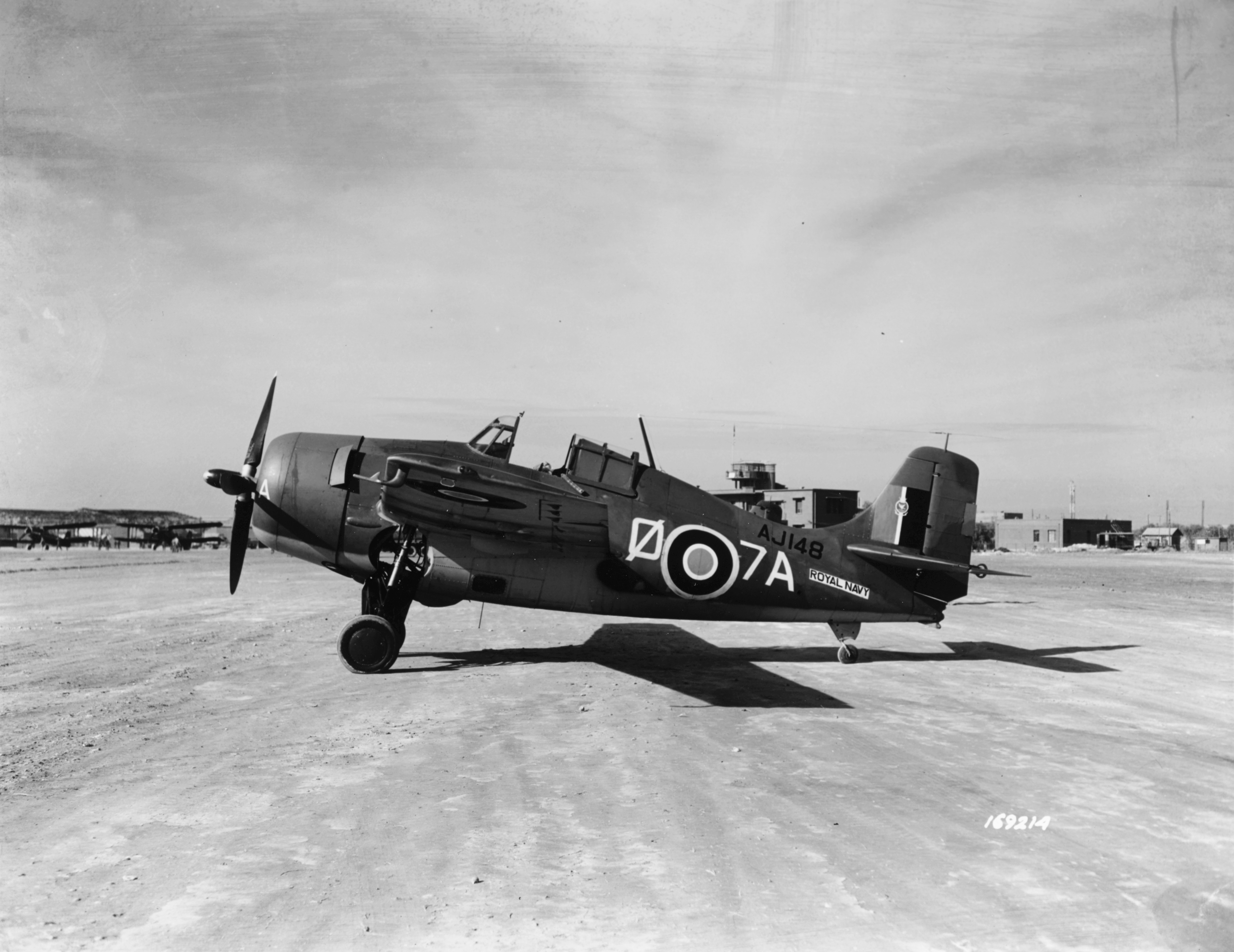
Martlet des Fleet Air Arm

Noch vor dem Beginn der Serienproduktion im Januar 1940 bestellte Frankreich 81 Flugzeuge für seinen Flugzeugträger Béarn. Das Modell für Frankreich erhielt aufgrund von Ausfuhrbeschränkungen einen anderen Motor als die amerikanischen Maschinen. Die ersten Flugzeuge wurden kurz vor der deutschen Invasion in Frankreich fertiggestellt; nach der Niederlage Frankreichs wurde der Bauauftrag nach nur sieben fertiggestellten Wildcats storniert. Die britische Royal Navy zeigte nun Interesse an dem Modell und übernahm die ursprünglich für Frankreich bestimmten Maschinen. Beim Fleet Air Arm wurden sie als Martlet Mk. I geführt.
Gleichzeitig mit der Auslieferung an die Royal Navy begann auch bei der US-Marine die Einführung der Wildcat. Nach einer Verstärkung der Bewaffnung sowie der Verbesserung der Motorkühlung wurden die Staffeln der Träger Ranger und Wasp Ende 1940 mit den neuen Jägern ausgerüstet, erste Manöver fanden im Januar 1941 statt. Bereits im Sommer 1940 wurde die Zahl der bestellten Wildcats auf 200 erhöht, um noch mehr Staffeln mit dem neuen Modell ausrüsten zu können. Im November 1940 wurde zudem mit der Erprobung der XF4F-6 begonnen, die gegenüber den bisherigen Serienmaschinen einen zweistufigen Verdichter erhielt und so bessere Höhenleistungen erbrachte. Sie wurde zwischen März und Mai 1941 als F4F-3A in 65 Exemplaren sowohl bei der US Navy als auch beim Marine Corps eingeführt. 30 Wildcats dieses Typs, die eigentlich für Griechenland bestimmt waren, konnten nicht mehr ausgeliefert werden, weil das Land mittlerweile vom Deutschen Reich besetzt worden war, und gingen stattdessen ebenfalls nach Großbritannien, wo sie als Martlet Mk. III eingeführt und von der No. 805 und No. 806 Squadron in Nordafrika eingesetzt wurden.

### Erste Einsätze und Verbesserungen
Den ersten Luftsieg einer Wildcat errangen zwei Maschinen der No. 804 Squadron der Fleet Air Arm am 25. Dezember 1940 über Scapa Flow, als sie einen deutschen Ju-88-Aufklärer abschossen.

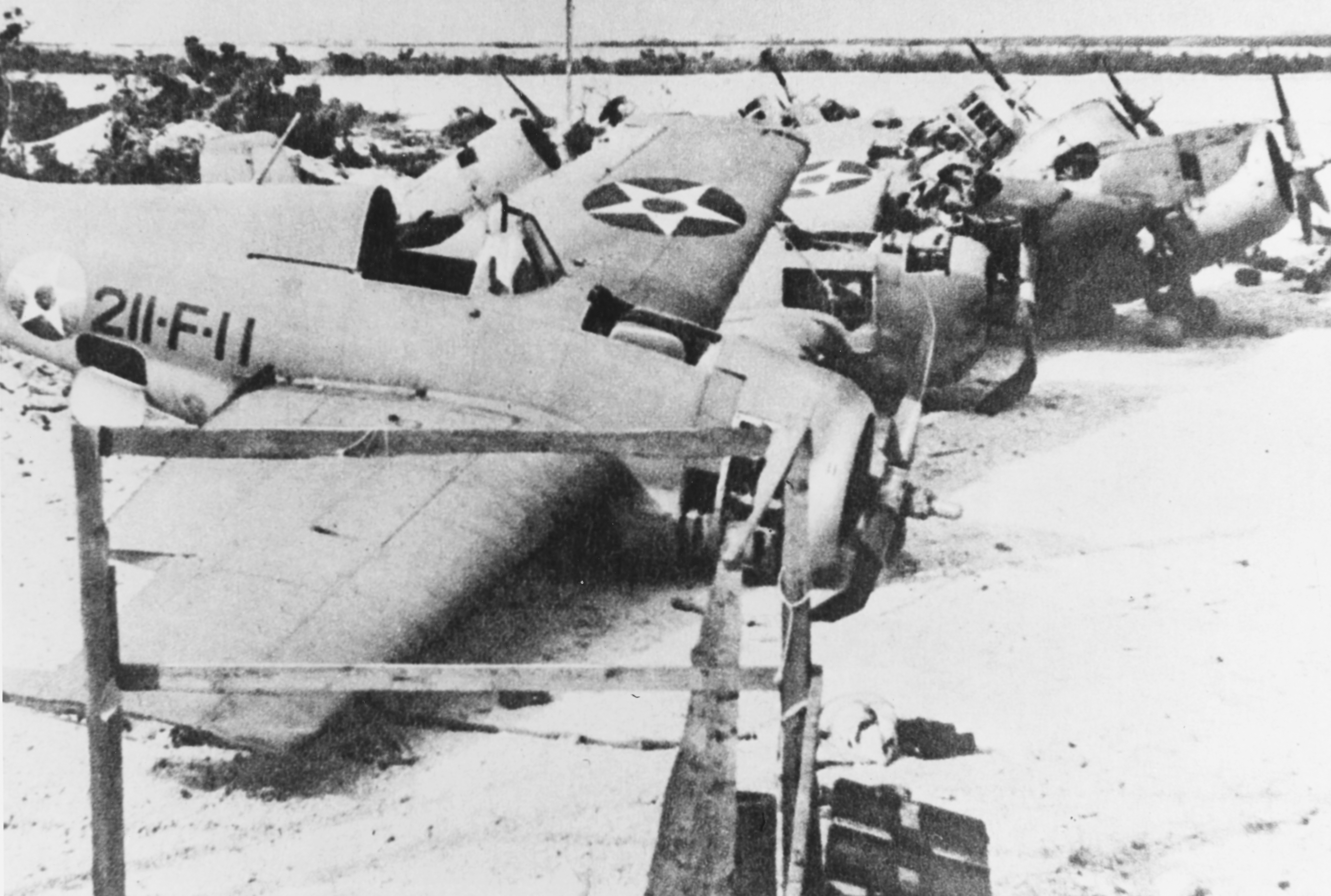
Zerstörte Wildcats auf Wake

Am 14. April 1941 absolvierte die XF4F-4, der Prototyp der F4F-4, ihren Jungfernflug. Das ab März 1940 von den Grumman-Werken entwickelte Muster besaß gegenüber seinem Vorgängermodell nach hinten klappbare Tragflächen sowie eine verstärkte Bewaffnung aus sechs 12,7-mm-Maschinengewehren in den Tragflächen. Die ersten F4F-4 gingen im August 1941 an die Fleet Air Arm, die US-Marine erhielt die ersten Maschinen erst gegen Jahresende 1941, also um den Zeitpunkt des amerikanischen Eintritts in den Zweiten Weltkrieg. Zum Zeitpunkt des japanischen Angriffs auf Pearl Harbor waren acht Staffeln der Marine sowie zwei des Marine Corps mit insgesamt 187 F4F-4 und 85 F4F-3A ausgestattet. Den ersten Kampfeinsatz amerikanischer Wildcats hatten zwölf Maschinen der Marine Fighter Squadron 211 auf Wake während des japanischen Angriffs auf die Insel am 8. Dezember 1941. Nach der Zerstörung von sieben Wildcats am Boden standen den Verteidigern von Wake nur noch fünf Maschinen dieses Typs zur Verfügung, die aber mit der Versenkung des Zerstörers Kisaragi und dem Abschuss eines japanischen Bombers am 11. Dezember ihren größten Erfolg erzielten.

### Kriegseinsatz
Den ersten Luftsieg einer trägergestützten Wildcat erzielte am 1. Februar 1942 eine Maschine der Fighter Squadron 42 von der Yorktown, die bei den Gilbert-Inseln ein japanisches Kawanishi-H6K2-Flugboot abschoss. Knapp drei Wochen später, am 20. Februar, wurde Edward O’Hare, der auf der Lexington stationiert war, mit dem Abschuss von fünf Mitsubishi-G4M-Bombern nach US-Regeln, die nur fünf Luftsiege für diesen Titel vorschrieben, zum ersten „Fliegerass“ auf der Wildcat. In den folgenden Monaten trugen die mit der Wildcat ausgerüsteten Staffeln der Marine die Hauptlast der Kämpfe im Pazifik. Während der Schlacht um Midway, der Schlacht um Guadalcanal sowie der Schlacht bei den Ost-Salomonen konnten die technisch unterlegenen amerikanischen Flugzeuge durch geschickte Taktiken gegen die überlegenen – weil wendigeren – japanischen A6M-Zero-Jäger bestehen.

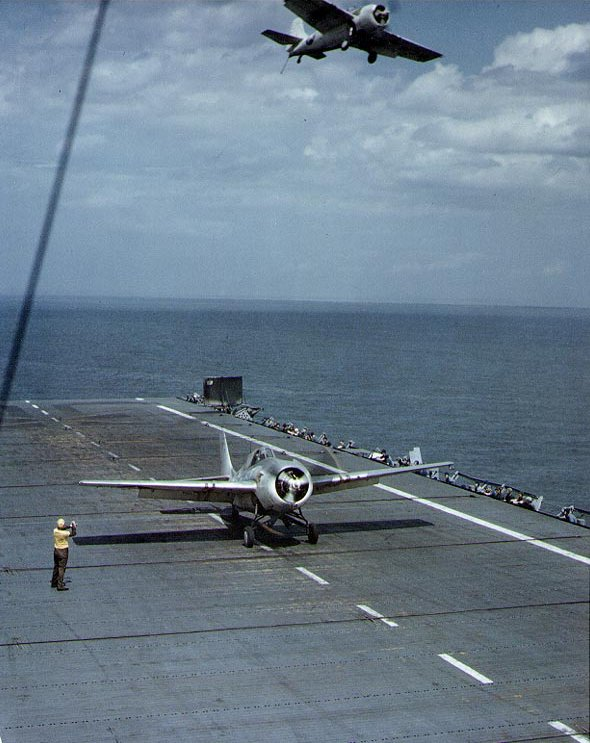
FM-2 Wildcat an Bord der USS Charger

Mit der Produktionseinführung des Nachfolgers F6F wurden im Grumman-Stammwerk im Frühjahr 1942 die Produktionskapazitäten knapp, so dass man sich, auch auf Drängen der Marine, zur Weiterproduktion der Wildcat bei General Motors beziehungsweise dem neu gegründeten Tochterunternehmen Eastern Aircraft entschloss. Am 18. April 1942 erhielt GM den Bauauftrag für 1800 nun als FM-1 bezeichnete Maschinen, die weitestgehend mit der der F4F-4 baugleich waren. Die erste FM-1 hob am 31. August 1942 ab, bis zum Jahresende waren 21 Maschinen an die Navy ausgeliefert. 1943 erhielt die US Navy 818 Exemplare, die Royal Navy 311, die sie als Martlet Mk. V bezeichnete. Mit der Ablösung der Wildcat durch die leistungsstärkere F6F Hellcat im Sommer 1943 verschob sich nun das Einsatzspektrum der Flugzeuge. Sie wurden von der US-Marine zumeist von Bord der kleineren Geleitflugzeugträger eingesetzt und unterstützten amphibische Landungsoperationen sowie den Kampf gegen U-Boote.
Die kurzen Flugdecks der Geleitträger stellten die immer schwerer gewordene Wildcat vor Probleme, so dass man sich bei Grumman entschloss, in einem neuen Entwurf Gewicht an der Maschine einzusparen. Der Prototyp XF4F-8, der einen leichteren Motor sowie ein größeres Leitwerk erhalten hatte, flog zum ersten Mal am 8. November 1942, wurde dann bei der Marine eingehend untersucht und ging Anfang 1943 als FM-2 bei General Motors in die Produktion. Die ursprüngliche Bestellung umfasste 1200 Exemplare, bis Mai 1945 wurden 4777 Maschinen, darunter 340 Martlet Mk. VI für die Royal Navy, gebaut. Die FM-2 wurde von der US-Marine zumeist in so genannten „Composite Squadrons“ zusammen mit TBM-Avenger-Bombern eingesetzt, um im Pazifik Bodentruppen zu unterstützen und U-Boote zu bekämpfen. Den letzten Luftsieg einer Wildcat erzielte ein auf der Lunga Point stationierter Pilot am 5. August 1945. Zum Zeitpunkt der japanischen Kapitulation hatte die US-Marine noch 650 Wildcats im Bestand, 184 davon auf Geleitträgern. Sie wurden schnell außer Dienst gestellt; bei der Royal Navy entsorgte man die nun überflüssigen Flugzeuge teilweise einfach über die Deckskanten der Träger ins Meer.
Heute sind noch etwa 18 flugfähige Maschinen erhalten, etliche weitere stehen in verschiedenen Museen rund um die Welt.

## Technik

### Flugwerk

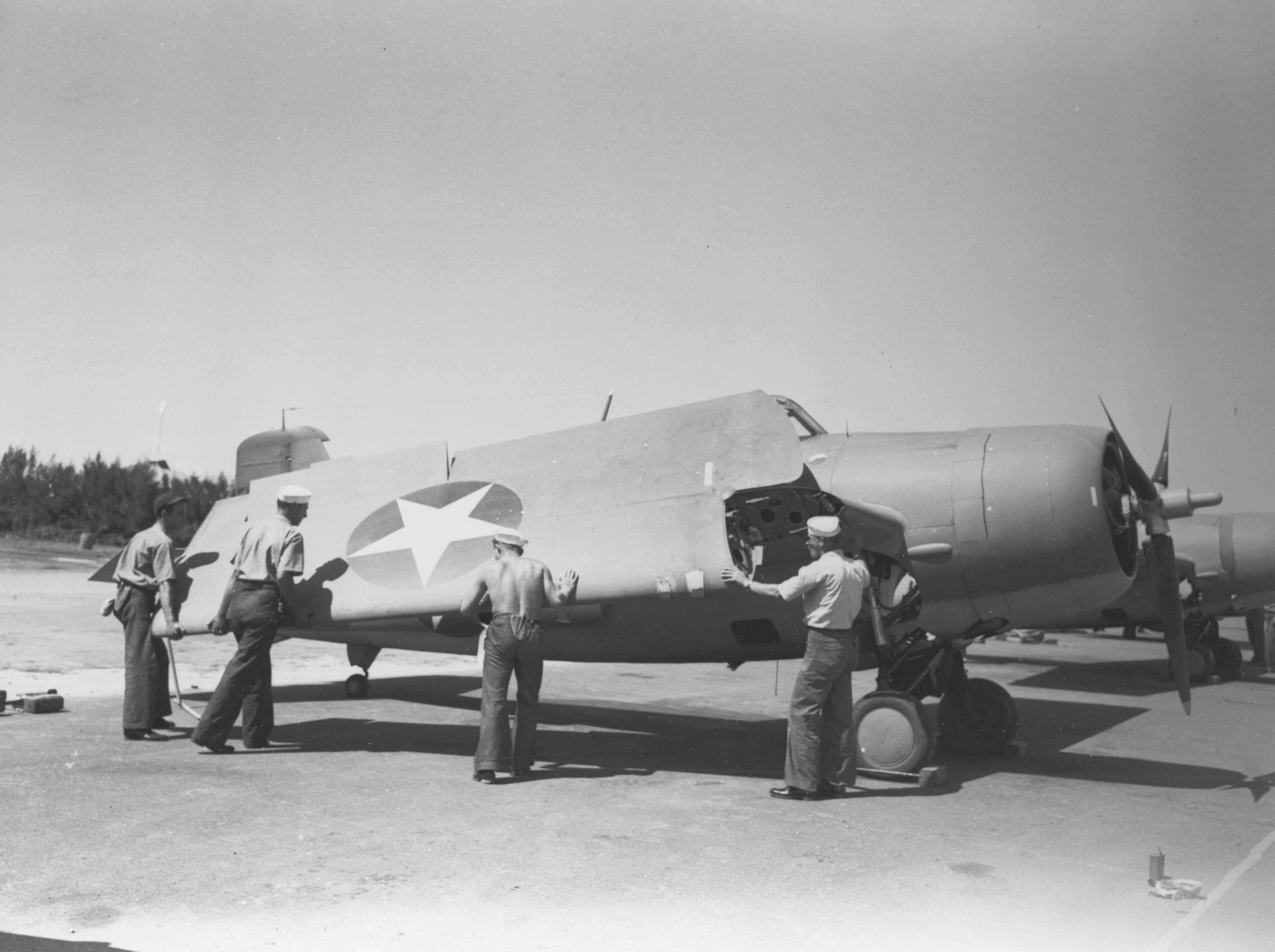
F4F-4 mit eingeklappten Tragflächen

Die Wildcat war ein typischer Grumman-Entwurf mit kompaktem, fassförmigem Rumpf, Flügeln in Mitteldeckerposition und schmalspurigem Hauptfahrwerk, das in den Rumpf eingezogen wird. Die Tragflächen und der Rumpf waren in Ganzmetallbauweise gefertigt. Die Form des Rumpfes war stark an Rumpfform des F3F-Doppeldecker angelehnt, die Tragflächen hatten ein NACA-230-Profil, das gute Auftriebs- und Widerstandbeiwerte bot. Bei späteren Modellen waren die Tragflächen von Hand an den Rumpf anklappbar, um an Bord von Flugzeugträgern Platz zu sparen. Das Hauptfahrwerk des Spornradfahrwerks wurde durch eine Handkurbel vom Piloten ein- und ausgefahren.

### Antrieb
Die Wildcat wurde durch einen aufgeladenen Sternmotor mit Dreiblattpropeller angetrieben. Je nach Baumodell wurden Motoren von Pratt & Whitney oder Curtiss-Wright verbaut. Die Wright-Motoren wurden bei den Exportmodellen verwendet, da die P&W-Motoren strikten Ausfuhrbeschränkungen unterlagen. Die Leistung der Motoren lag meist bei etwa 1200 hp, die Höchstgeschwindigkeit der Wildcat betrug 512 km/h.

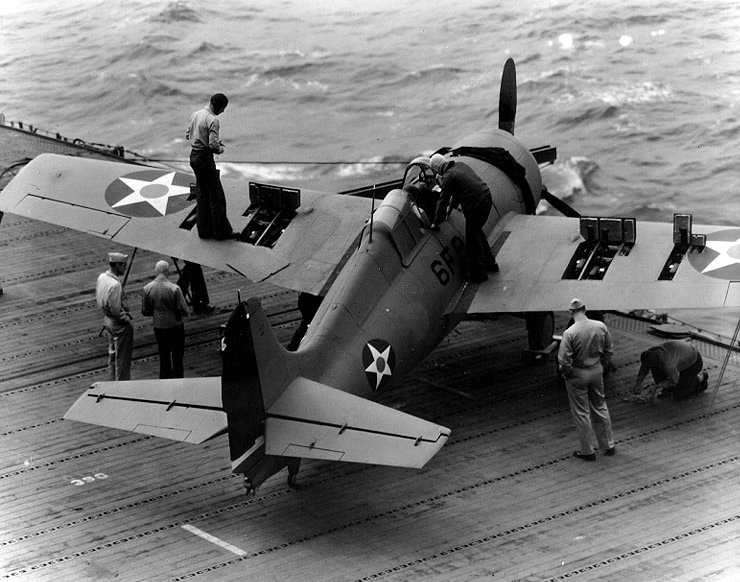
F4F-4 mit sechs 12,7-mm-MG

### Bewaffnung
Die Hauptbewaffnung der Wildcat bestand aus vier (bei der F4F-3) beziehungsweise sechs (bei der F4F-4) luftgekühlten 12,7-mm-Maschinengewehren mit je 240 Schuss Munition. An zwei Unterflügelstationen konnte zudem Abwurfmunition mitgeführt werden, je nach Einsatzzweck 45-kg-Freifallbomben, Phosphor-, ab Mitte 1944 auch Napalmbomben oder pro Station drei ungelenkte 5-Zoll-Luft-Boden-Raketen.

## Varianten

### XF4F-1
Erster Doppeldeckerentwurf, der nicht gebaut wurde (Werksbezeichnung G-16 oder Design 16).

### XF4F-2
Erster Prototyp (G-18) mit Pratt & Whitney R-1830-66 Twin Wasp, Leistung 783 kW (1.050 PS). Die Bewaffnung aus zwei 7,62-mm-Maschinengewehren war oberhalb des Motors in die Bugnase montiert. (Bu.No. 0383 – c/n 356); Erstflug 2. September 1937; Umbau zur XF4F-3.

### XF4F-3
Werksbezeichnung G-36. Weiterentwicklung des ersten Flugzeuges mit einem Pratt & Whitney R-1830-76-Motor mit 895 kW (1200 PS) und zweistufigem Lader, der eine bessere Leistung in Höhen über 3.000 Metern lieferte. Erstflug 2. März 1939. Die Höchstgeschwindigkeit lag bei 537 km/h, die Dienstgipfelhöhe bei 10.600 Metern. Die Bewaffnung aus vier 7,62-mm-MG befand sich in den Tragflächen.

### F4F-3
Die F4F-3 war das erste Serienmodell und mit einem Pratt & Whitney R-1830-76-Motor ausgerüstet. Die Bewaffnung wurde auf vier 12,7-mm-MG in den Tragflächen verstärkt. 288 Maschinen wurden zwischen Juli 1940 und Oktober 1941 gebaut. Nach anderer Quelle waren dies 285 Stück
Bu.No. 1844–1897 c/n 558–611
Bu.No. 2512–2538 c/n 616–642
Bu.No. 3856–3874 c/n 738–756
Bu.No. 3970–4057 c/n 852–939
Bu.No. 12230–12329 c/n 5890–5989

### F4F-3A
Die F4F-3A entsprach weitgehend der F4F-3 wurde aber mit einem anderen Motor ausgestattet. Statt mit einem zweistufigen mechanischen Lader arbeitete der Pratt & Whitney R-1830-90-Motor mit einem Einstufen-Zweiganglader. Dadurch war die F4F-3A nicht so leistungsfähig wie die F4F-3, da sich das modifizierte Ladersystem besonders auf die Höhenleistung auswirkte. Zwischen März und Mai 1941 wurden 95 Exemplare gebaut. Dabei gingen 30 Exemplare als Martlet Mk. III an die Royal Navy, ursprünglich waren sie für Griechenland bestimmt.
Bu.No. 3875–3904 c/n 757–786 – an die RN als Martlet Mk. III
Bu.No. 3905–3969 c/n 787–851

### F4F-3S

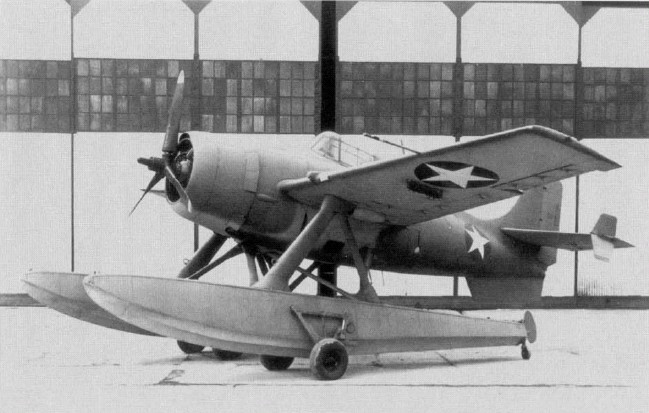
F4F-3S „Wildcatfish“

Ein umgerüstetes Flugzeug aus der F4F-3 Serie, die Bu.No. 4038 wurde erstmals am 28. Februar 1943 vom Testpiloten F. Hank Kurt von Grumman mit zwei Edo-Schwimmern geflogen. Das Flugzeug, das den Spitznamen „Wildcatfish“ erhielt, wurde aber wegen der geringen Motorleistung und der schlechten Flugleistungen nicht in Serie gebaut. Der Auftrag über 100 Maschinen wurde storniert, auch weil die Pioniere der U.S. Navy den Bau von Feldflugplätzen vorantrieben und die Luftherrschaft durch die Flugzeugträger der US Navy im Pazifik immer mehr zum Tragen kam.

### Martlet Mk. I/II/III
Ursprünglich für Frankreich und Griechenland gebautes Exportmodell mit Wright R-1820-Motor. Nach der deutschen Besetzung Frankreichs gingen die ersten 181 als Martlet an die Royal Navy, 30 weitere Maschinen auf dem Stand der F4F-3A, die für Griechenland bestimmt waren, folgten im April 1941.

### F4F-4

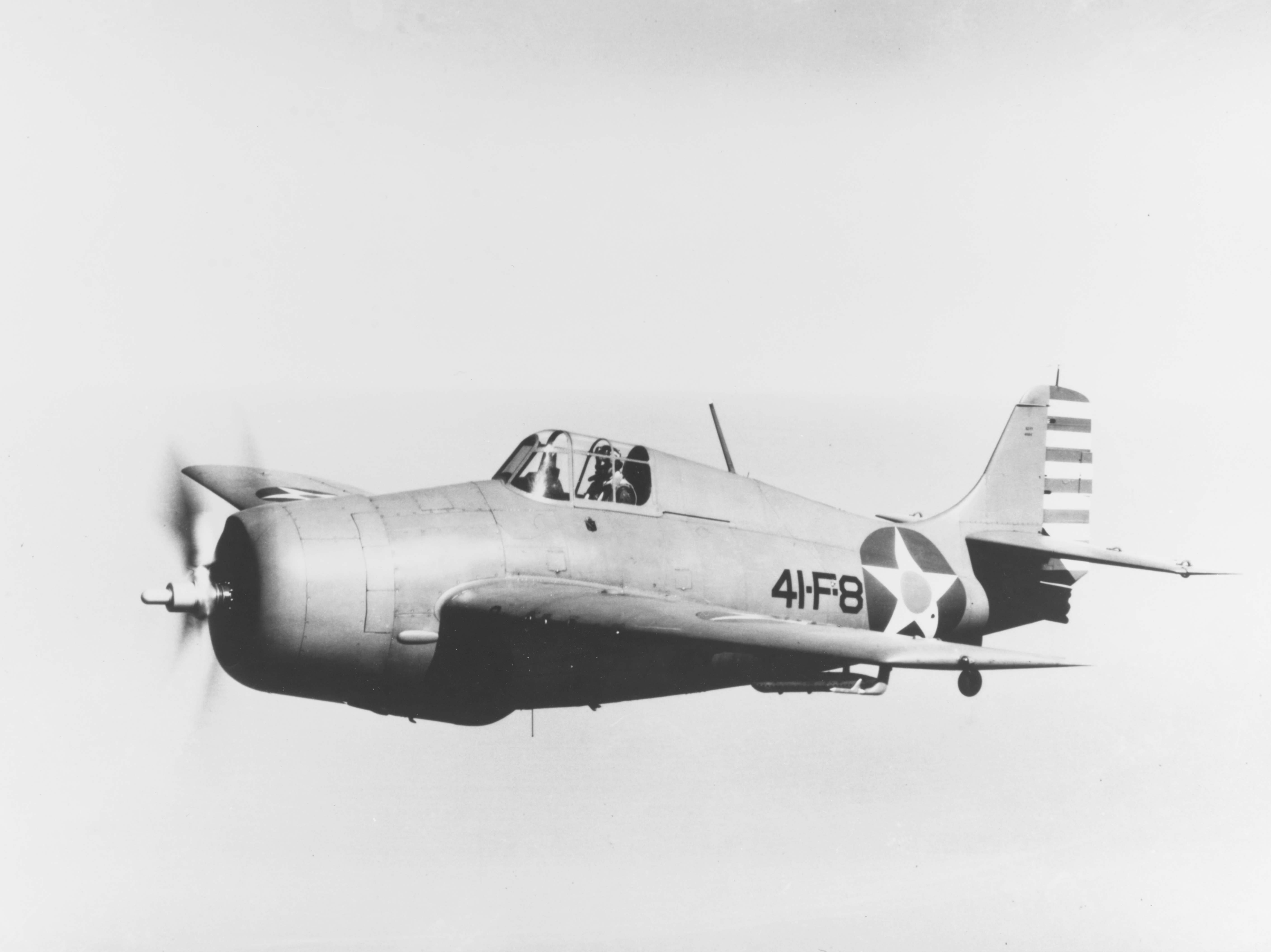
F4F-4 der Jagdstaffel VF-41, 1942

Zweites Serienmodell, ab November 1941 in der Serienproduktion. Ausgerüstet mit einem Pratt & Whitney R-1830-86-Motor mit 1200 PS, einer auf sechs 12,7-mm-MG verstärkten Bewaffnung, Panzerung, selbstdichtenden Tanks und Klappflügeln wurde sie ab Jahresende 1941 an die Marine geliefert. Allerdings sank aufgrund des höheren Gewichts die Höchstgeschwindigkeit auf 512 km/h in 5915 m Höhe. Bis Mai 1943 wurden 1169 Exemplare gebaut.

### Martlet / Wildcat Mk. IV
Die Flugzeuge, die nahezu baugleich zur F4F-4 waren und unter der US-Navy-Bezeichnung F4F-4B gefertigt wurden, gingen zwischen Februar und November 1942 als Martlet Mk. IV an die Briten. Es wurden 220 Maschinen unter den Lend-Lease-Act übergeben, wobei aber FN205 bis FN207 sowie FN240 und FN 241 während des Transports verloren gingen. Die Flugzeuge wurden mit einem Wright R-1820-40B-Motor ausgeliefert, der einen Dreiblatt-Hamilton-Standard-Propeller antrieb.

### XF4F-6
Prototyp der F4-F3A

### F4F-7
Langstreckenaufklärer mit festen Tragflächen, vergrößertem Treibstoffvorrat und Aufklärungsausrüstung. Der Treibstoffvorrat von 2950 Litern vergrößerte die Reichweite auf 5950 Kilometer. 100 geplante, aber nur 21 gebaute Maschinen.

### FM-1
General Motors übernahm ab September 1942 die Produktion der F4F-4, bis Dezember 1943 wurden 909 Maschinen für die US Navy und 311 für die Royal Navy, dort als Martlet Mk. V bezeichnet, fertiggestellt. Auf vier MG verringerte Bewaffnung. Nach anderer Quelle insgesamt 1060 als FM-1 und 191 für die Royal Navy als G-36A und G-36B gebaut.

### XF4F-8 und FM-2
Mit dem Wright R-1820-56 ausgerüstet war die XF4F-8 etwa 240 Kilogramm leichter als die FM-1, was der Reichweite und der Steigleistung zugutekam. Die Produktion des Modells FM-2 begann im September 1943 und dauerte bis in den Mai 1945. Mit den 340 Martlet Mk. VI für die Royal Navy wurden insgesamt 4777 FM-2 von Eastern Aircraft gebaut, was 61 % der Gesamtproduktion der Wildcat ausmachte.

## Produktion
Abnahme der Wildcat durch die US Navy:
| Hersteller     | Version            | 1940 | 1941    | 1942     | 1943 | 1944 | 1945 | SUMME |
| -------------- | ------------------ | ---- | ------- | -------- | ---- | ---- | ---- | ----- |
| Grumman        | XF4F-3             | 1    |         |          |      |      |      | 1     |
| Grumman        | F4F-3              | 11   | 40      | 134      | 100  |      |      | 285   |
| Grumman        | F4F-3A             |      | 95      |          |      |      |      | 95    |
| Grumman        | XF4F-4             |      | 1       |          |      |      |      | 1     |
| Grumman        | F4F-4              |      | ca. 144 | ca. 1024 |      |      |      | 1068  |
| Grumman        | F4F-4B             |      |         | 220      |      |      |      | 220   |
| Grumman        | XF4F-5             | 2    |         |          |      |      |      | 2     |
| Grumman        | XF4F-6             | 1    |         |          |      |      |      | 1     |
| Grumman        | F4F-7              |      |         | 21       |      |      |      | 21    |
| Grumman        | XF4F-8             |      |         | 2        |      |      |      | 2     |
| Grumman        | G-36A (Frankreich) | 91   |         |          |      |      |      | 91    |
| Grumman        | G-36B (UK)         |      | ca. 54  | ca. 46   |      |      |      | 100   |
| General Motors | FM-1               |      |         | 23       | 1037 |      |      | 1060  |
| General Motors | FM-2               |      |         |          | 400  | 3130 | 1247 | 4777  |
| SUMME          |                    | 106  | 334     | 1470     | 1537 | 3130 | 1247 | 7824  |

Die USAAF führt geringfügig andere Zahlen für die Abnahme der Flugzeuge auf: 1941: 325 Flugzeuge, 1945: 1337 Flugzeuge, was zu einer um 81 Wildcat höheren Produktionszahl führt.

## Technische Daten
| Kenngröße             | Daten der F4F-3                                            | Daten der F4F-4                                            |
| --------------------- | ---------------------------------------------------------- | ---------------------------------------------------------- |
| Besatzung             | 1                                                          | 1                                                          |
| Länge                 | 8,79 m                                                     | 8,76 m                                                     |
| Spannweite            | 11,60 m                                                    | 11,58 m                                                    |
| Höhe                  | 3,63 m                                                     | 3,62 m                                                     |
| Leermasse             | 2.425 kg                                                   | 2.612 kg                                                   |
| Startmasse            | 3.181 kg                                                   | 3.607 kg                                                   |
| Antrieb               | ein Pratt & Whitney R-1830-76 Twin Wasp (1.200 hp; 895 kW) | ein Pratt & Whitney R-1830-86 Twin Wasp (1.200 hp; 895 kW) |
| Höchstgeschwindigkeit | 525 km/h in 6.400 m Höhe                                   | 512 km/h in 5.915 m Höhe                                   |
| Dienstgipfelhöhe      | 11.300 m                                                   | 12.010 m                                                   |
| größte Reichweite     | 1.840 km                                                   | 1.240 km                                                   |
| Bewaffnung            | vier 12,7-mm-MG, zwei 45-kg-Bomben                         | sechs 12,7-mm-MG, bis 90,8 kg Abwurflast extern            |